# Ašur-ubalit I.
Ašur-ubalit I. (akadsko Aššur-uballit, Ašur, ostani živ) je bil prvi kralj Srednjega asirskega kraljestva (1365 pr. n. št.-1350 pr. n. št.), ki je vladal od 1365 pr. n. št. do 1330 pr. n. št., * ni znano, † 1329 pr. n. št.
Po smrti očeta Eriba-Adada I. leta 1366 pr. n. št. je zlomil mitanski vpliv na Asirijo, porazil mitanskega kralja Šuttarno II., vzpostavil asirsko nadoblast nad Mitanskim kraljestvom in začel graditi močno cesarstvo. Kasneje je izkoristil nemire v Babiloniji po smrti kasitskega kralja Burnaburiaša II. in na babilonski prestol posadil  Kurigalzuja II. Poseg v babilonske notranje zadeve je bil prvi v nizu njegovih posegov. 

## Amarnska pisma
V  Amarnskih pismih, nizu diplomatskih pisem različnih staroveških srednjevzhodnih vladarjev, naslovljenih na egipčanskega faraona Amenhotepa III. in Ehnatona, sta tudi dve pismi Ašur-ubalita I. faraonu Amenhotepu III. (EA 15 IN EA 16). Drugo pismo je odgovor na faraonov odgovor na prvo pismo. V pismih Ašur-ubalit kot svojega očeta ali predhodnika omenja Ašur-nadin-aheja II. in ne Eriba-Adada I., kar je v egipčanske kronologije vneslo nekaj zmede. Britanski egiptolog David Rohl je celo trdil, da Ašur-ubalit iz Amarnskih pisem ni Ašur-ubalit I. Njegova trditev ne upošteva dejstva, da so monarhi v Amarnskih pismih svoje predhodnike pogosto omenjali kot svoje očete, četudi niso bili njihovi biološki sinovi. 

## Babilonske vojne
Po utrditvi oblasti v Asiriji je Ašur-ubalit začel vzpostavljati stike z drugimi velikimi narodi. Njegovo dopisovanje z Egipčani je razjarilo babilonskega soseda Burnaburiaša II., ki je zato pisal faraonu: »Kar zadeva moje asirske vazale, nisem bil jaz tisti, ki sem vam jih poslal. Zakaj so odšli v vašo državo brez ustreznega pooblastila?  Če ste mi zvesti, se z njimi ne boste pogajali o nobenem poslu. Pošljite jih domov praznih rok.«
Nove asirske oblasti ni bilo mogoče zanikati in Burnaburiaš se je celo poročil s hčerko asirskega kralja. Burnaburiaša je nasledil princ Karahardaš, njegov sin z asirsko princeso. Kmalu zatem izbruhnil upor, ki je pokazal, da Asirci v Babilonu niso priljubljeni. Ašur-ubalit seveda ni dovolil, da bi njegov vnuk izgubil prestol, zato je napadel Babilonijo. Ker je bil Karahardaš v uporu ubit, so Asirci na babilonski prestol postavili nekega Kurigalzuja II., ki je bil morda Burnaburiašev sin ali vnuk. Novi marionetni kralj ni ostal zvest svojemu gospodarju in je kmalu po ustoličenju napadel Asirijo. Ašur-ubalit je pri Sugagu, nedaleč od Ašurja, ustavil babilonsko vojsko in prešel v protinapad. Vdrl je Babilonijo, osvojil veliko ozemlje v Mezopotamiji in prisilil Babilonce v podpis mirovnega sporazuma v Karigalzujevo škodo.